# Dance (canción de INXS)
Dance es el décimo disco sencillo del grupo australiano de rock INXS, el cuarto desprendido de su tercer álbum de estudio Shabooh Shoobah, y fue publicado en junio de 1983. 
El lado B son los temas Long In Tooth, tema de Andrew Farriss que aparece también en la edición norteamericana del sencillo Don't Change; y Any Day But Sunday, tema compuesto y cantado por Tim Farriss.
El lado A es una versión extendida de Black and White, tema del álbum Shabooh Shoobah. A pesar de titularse Dance, este sencillo es considerado también como Black and White y alcanzó el puesto 24 en Australia.

## Formatos
En disco de vinilo
12 pulgadas junio de 1983 WEA XS3  Dance
| Lado A |                                      |                                    |          |  |
| N.º    | Título                               | Escritor(es)                       | Duración |  |
| 1.     | «Black and White» (Extended Version) | Andrew Farriss y Michael Hutchence | 4:58     |  |

| Lado B |                      |                |          |  |
| N.º    | Título               | Escritor(es)   | Duración |  |
| 1.     | «Long In Tooth»      | Andrew Farriss | 3:40     |  |
| 2.     | «Any Day But Sunday» | Timw Farriss   | 4:24     |  |